# Entwicklungstest sechs Monate bis sechs Jahre (ET 6-6)
Der Entwicklungstest sechs Monate bis sechs Jahre (ET 6-6) ist ein Entwicklungstest, der vom Säuglings- bis zum Vorschulalter eingesetzt werden kann. Für jedes Kind kann ein differenziertes Entwicklungsprofil erstellt werden, das den genauen Entwicklungsstand widerspiegelt. Das Verfahren erfasst die normale Entwicklung. Ferner werden Entwicklungsdefizite frühzeitig abgebildet und die individuellen Stärken eines Kindes herausgearbeitet, um diese für die Beratung und Förderung zu nutzen. Seit April 2013 liegt eine revidierte Fassung des Verfahrens als Entwicklungstest für Kinder von sechs Monaten bis sechs Jahren - Revision (ET 6-6-R) vor. Seine Autoren sind Franz Petermann und Thorsten Macha.

## Grundprinzip des Verfahrens
Der ET 6-6 berücksichtigt sowohl die kinderpsychologische, kinderärztliche als auch die entwicklungsneurologische Perspektive. Als ein Entwicklungstest, der eine so weitgesteckte Entwicklungsspanne erfasst, konzentriert sich der ET 6-6 nicht auf den quantitativen Zuwachs an Fähigkeiten, sondern beschreibt vielmehr die qualitativen Veränderungen. Ein Beispiel: Das Schreien ist im siebten Lebensmonat als eine frühe Ausdrucksform zu verstehen, um mit Anderen Kontakt herzustellen. Bei Dreijährigen kann Schreien eher als Ausdruck mangelnder emotionaler Kontrolle interpretiert werden. Bei Fünfjährigen ist Schreien ein wirkungsvolles Instrument, andere zu erpressen. Solche qualitativen Aspekte können in dem hier vorliegenden Inventar durch eine gute Differenzierung nach Altersbereichen abgebildet werden.

## Aufbau des Tests
Im Rahmen des "ET 6-6" werden je nach Altersgruppe sechs Entwicklungsbereiche geprüft:
- 1. Körpermotorik: (= Grobmotorik); Erlangen der Kopfkontrolle, Einnahme einer aufrechten Rumpfhaltung, freies Gehen und das Erlangen von Fertigkeiten für typische Alltags- und Spielsituationen.
- 2. Handmotorik: (= Feinmotorik); gezieltes Greifen und Loslassen, Manipulation und Gebrauch von Gegenständen und die korrekte Stifthaltung vor der Einschulung.
- 3. Kognitive Entwicklung: Verschiedene Aspekte des Kurzzeitgedächtnisses, Handlungsstrategien (Wahrnehmungssteuerung, Objektbegriff, Kausalitätsverständnis, räumliche Perspektivenübernahme, Handlungsplanung), Kategorisieren (Kategorienbildung, Differenzierung und Spezifikation innerhalb und zwischen Kategorien, Berücksichtigung mehrerer kategorialer Aspekte, Klasseninklusion) und Körperbewusstsein (Aspekte von Vorstellungen über Wissen um und Orientierung an dem eigenen und fremden Körpern).
- 4. Sprachentwicklung: Aspekte der Laut-, Wort- und Satzproduktion; Wort- und Satzverständnis.
- 5. Sozialentwicklung: Spiel- und Interaktionsverhalten (Interaktion mit Erwachsenen und mit Gleichaltrigen, Verhalten in Gruppen sowie soziale Eigenständigkeit).
- 6. Emotionale Entwicklung: Ausbildung erster Emotionen, Entwicklung von Vorsicht, Entwicklung des spezifischen Bindungsverhaltens, Entwicklung des Selbst, Entwicklung sekundärer Emotionen, Ausdifferenzierung  kognitiv-emotionaler Kompetenzen (z. B. Regelverständnis)
- Nachzeichnen (Ergänzung): handmotorischen Fähigkeiten, Aspekte der Wahrnehmung, Hinweise auf spezifische neurologische/feinneurologische Beeinträchtigungen.

## Veränderungen von ET 6-6 auf ET 6-6-R
Das Grundprinzip des Verfahrens ist auch in der Revision erhalten geblieben. Die Altersspanne hat sich leicht erweitert und erfasst nun auch Kinder bis zu einem Alter von 75 Monaten. Die Aufgabenanzahl wurde von 180 Aufgaben beim ET 6-6 für den gesamten Altersbereich (13 Altersgruppen) auf 245 Aufgaben erhöht. Eine wichtige Veränderung ist die Neugliederung der Entwicklungsbereiche. Hier wurden die Skalen des ET 6-6 (5) Sozialentwicklung und (6) Emotionale Entwicklung im ET 6-6-R zu einer Skala Sozial-emotionale Entwicklung zusammengefasst. Diese Skala wird über einen Elternfragebogen erfasst. Die anderen Entwicklungsbereiche werden über die direkte Testung gemessen. Der Untertest Nachzeichnen für den Altersbereich von dreieinhalb bis sechs Jahren wurde beibehalten.
Die Revision des Entwicklungstests für Kinder arbeitet stärker als die Vorversion mit den Grenzsteinen der Entwicklung, die auf den Protokollbögen entsprechend ausgewiesen sind. Dieser Rückgriff auf essentielle Grenzsteine in der kindlichen Entwicklung ermöglicht es, dass der ET 6-6-R „sowohl als Entwicklungs-Screening in einer verkürzten Version als auch als differenzierter Entwicklungstest in der Langversion durchgeführt werden“ kann.
Die Auswertung des ET 6-6-R funktioniert nun über sogenannten skalenspezifische Entwicklungsquotienten (EQ), die sich aus den Rohwerten errechnen. Diese EQs werden in ein Entwicklungsprofil übertragen, dass durch eine farbliche Skalierung anzeigt, ob sich der gemessene Wert in einem unauffälligen, kritischen oder auffälligen Bereich bewegt. Anders als beim ET 6-6 kann man beim ET 6-6-R die Auswertung mithilfe eines Auswertungsprogramms durchführen.
Validität und Reliabilität des ET 6-6-R sind "als schwach befriedigend einzustufen".